# Galindo Garcés
Galindo Garcés was graaf van Aragón van 833 tot 844 en was de zoon van zijn voorganger García Galíndez.

## Levensloop
Galindo Garcés had geen nakomelingen en na zijn dood ging het Graafschap Aragón en alle andere onrechtmatig verkregen territoria door zijn vader, naar zijn oom Galindo I Aznárez.